# Tiếng León

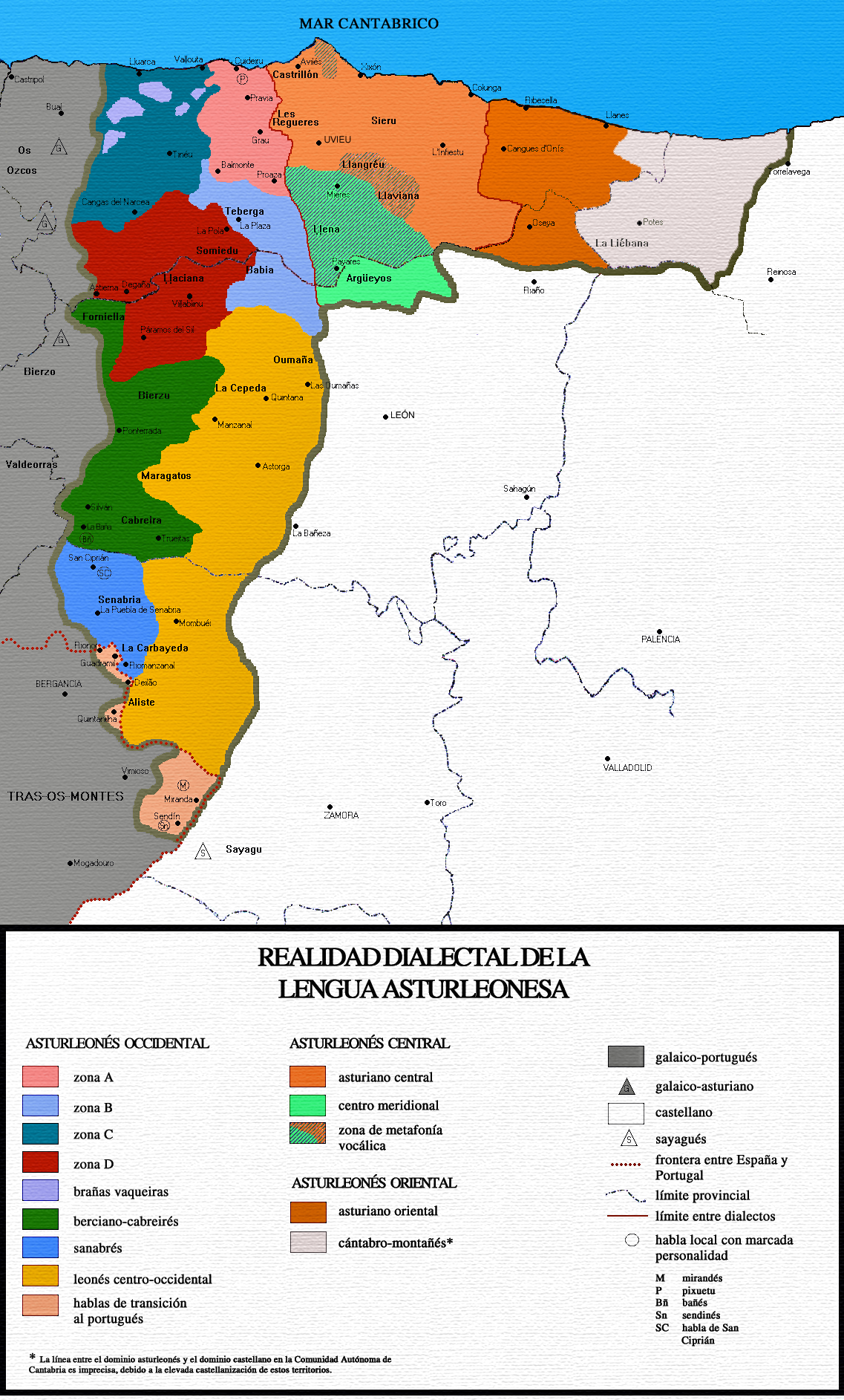

Tiếng León (tiếng León gọi là llengua llionesa) là thuật ngữ được sử dụng để chỉ tất cả các phương ngữ Romance tiếng mẹ đẻ của nhóm ngôn ngữ Asturias-León ở các tỉnh Tây Ban Nha León và Zamora; Asturias-León cũng bao gồm các phương ngữ của người Asturias ở Asturias và ngôn ngữ Mirand của Miranda do Douro ở Bồ Đào Nha. Tiếng León không có quy định thành văn chính thức về chữ viết. Một số hiệp hội đã đề xuất một ngôn ngữ tiêu chuẩn khác với thứ ngôn ngữ trong phần còn lại của khu vực ngôn ngữ (như chuẩn đang áp dụng tại Asturias, quy định của Học viện Ngôn ngữ Asturias, hoặc Lhéngua Mirandesa Anstituto áp dụng đối với Miranda của Miranda do Douro). Mặt khác, các nhà văn León và hiệp hội khác có ý định thực hiện theo các quy tắc chính tả của Học viện Ngôn ngữ của Asturias.
Tiếng León trong lịch sử cũng được sử dụng bởi một số tác giả để chỉ toàn bộ khu vực ngôn ngữ kéo dài từ Cantabria đến Extremadura và được biết đến chủ yếu là nhóm ngôn ngữ Asturias-León. Một số học giả cho rằng tiếng León là một phương ngữ của tiếng Latinh, còn tiếng Asturias và tiếng Miranda là đồng phương ngữ của tiếng León.
Từ điển tiếng Tây Ban Nha của Học viện Hoàng gia  định nghĩa tiếng León (theo phương diện ngôn ngữ học) trong nghĩa thứ 6 và thứ 7. Nghĩa thứ 6 đề cập đến thuật ngữ asturleonés (ngôn ngữ Asturias-León) còn phần nghĩa thứ hai của nó nguyên văn là: "Nó (tiếng León) là một phương ngữ thuộc hệ ngôn ngữ Roman có nguồn gốc từ tiếng Asturias trong triều đại của Vương quốc León như là một kết quả của quá trình tiếng hóa đặc biệt của tiếng La Tinh". Còn nghĩa thứ 7 là: "Nó là một biến thể của tiếng Tây Ban Nha được sử dụng trong khu vực León". Vì vậy, định nghĩa của tiếng León sẽ là nghĩa thứ 6 trong Từ điển tiếng Tây Ban Nha của Hoàng gia và là điều số 5.2 trong Đạo luật Tự trị của Castile và León: tiếng León là ngôn ngữ hình thành ở Asturias và ở Vương quốc León cổ. Đồng thời, cũng cần chú ý rằng thuật ngữ "tiếng León" cũng là từ mà người dân sống ở León và Zamora dùng để ám chỉ tiếng Asturias - phương ngữ được sử dụng tại Công quốc Asturias - mặc dù tình trạng của ngôn ngữ này tại khu vực Asturias và khu vực Castile và León có sự khác biệt rất lớn và tình trạng xã hội, phân bổ, legal treatment or institutional promotion, questions which do not prevent from considering the essential unit of this language.